# Pat Burke
Patrick „Pat“ Burke (* 14. Dezember 1973 in Dublin, Irland) ist ein ehemaliger irischer Basketballspieler, der bei einer Körpergröße von 2,11 m auf der Position des Center spielte.

## Biografie
Seine Karriere begann Pat Burke, der bereits in den Vereinigten Staaten zur High School gegangen war, an der Auburn University im US-Bundesstaat Alabama, wo er bis 1997 spielte. Im Sommer des gleichen Jahres wechselte Burke zum spanischen Erstligisten TAU Cerámica, wo er für eine Saison blieb. 1998 wechselte er zum amtierenden griechischen Meister Panathinaikos Athen, wo er für drei Jahre unter Vertrag stand. Bei Panathinaikos konnte Burke die ersten Profititel seiner Karriere gewinnen. Neben drei Meisterschaften errang er 2000 auch den Europapokal der Landesmeister. Ein Jahr später stand er mit Panathinaikos erneut im Finale eines europäischen Wettbewerbs, der Suproleague, unterlag dort jedoch mit seiner Mannschaft Maccabi Tel Aviv. Nach einem weiteren Jahr bei Marousi Athen, wechselte er erstmals in die NBA zu Orlando Magic. Bei der Mannschaft aus Florida kam Burke auf 62 Spiele und im Schnitt auf 4,3 Punkte sowie 2,4 Rebounds. 2003 kehrte er nach Europa zurück und spielte zuerst für CB Gran Canaria, bevor er 2004 zu Real Madrid wechselte und dort die spanische Meisterschaft gewinnen konnte. Nach weiteren Stationen bei den Phoenix Suns und BK Chimki, wo er den russischen Pokal gewinnen konnte, wechselte Burke 2008 zum polnischen EuroLeague-Teilnehmer Prokom Trefl Sopot, mit dem er die polnische Meisterschaft verteidigte.

## Erfolge
- Griechischer Meister: 1999, 2000, 2001
- Spanischer Meister: 2005
- Polnischer Meister: 2009
- Russischer Pokalsieger: 2008
- Europapokal der Landesmeister: 2000